# Химавари (спутники)
Химавари (яп. ひまわり, подсолнух) —  серия японских метеоспутников, работающих на геостационарной орбите. Оператором  спутников является японское Метеорологическое агентство, данные с которых используются для составления прогнозов погоды, отслеживания тропических циклонов и метеорологических исследований. Большинство метеорологических агентств в Восточной Азии, Юго-Восточной Азии, Австралии и Новой Зеландии используют спутники для собственного погодного мониторинга и прогнозирования.

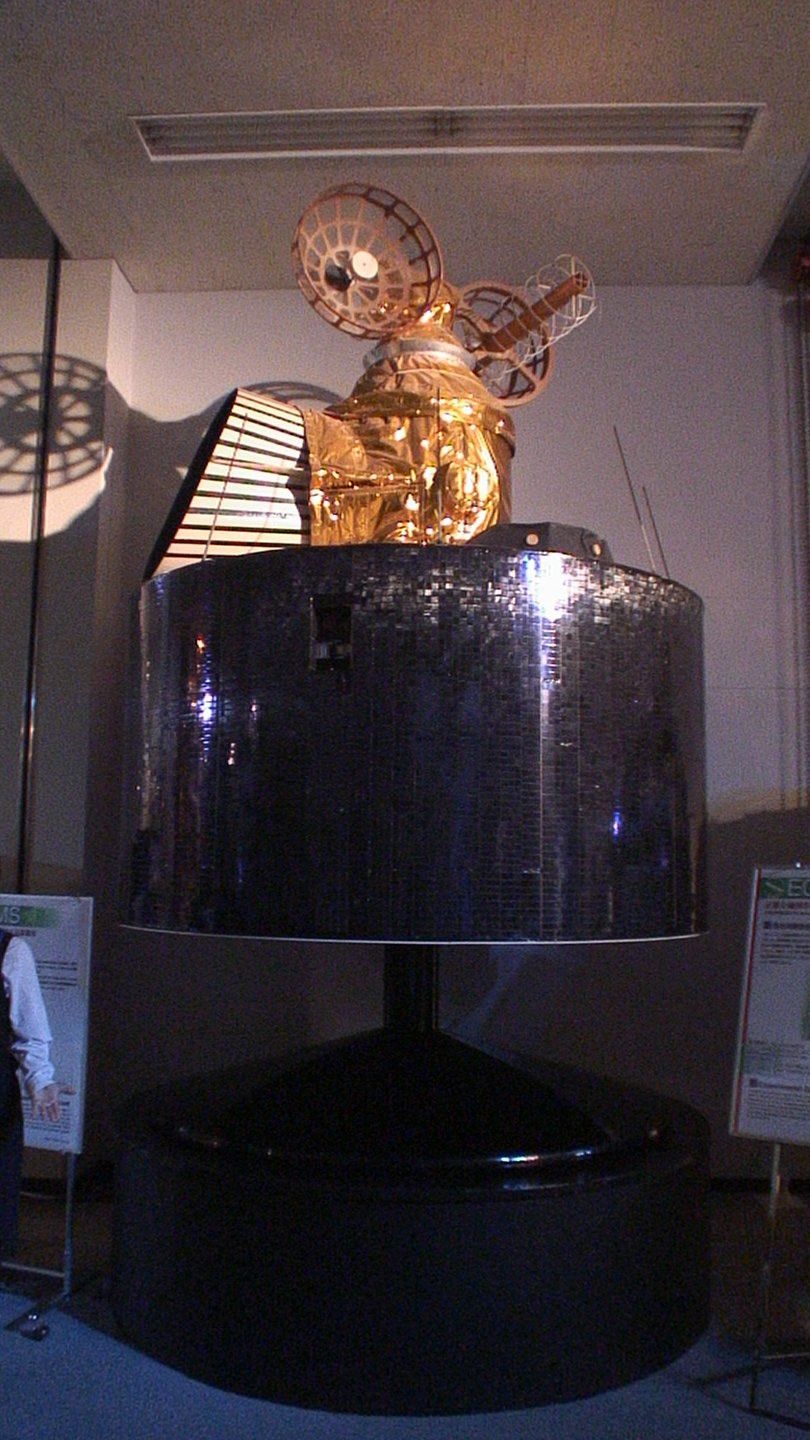
GMS, первое поколение Химавари

С момента запуска GMS-1 (Химавари-1) в 1977 г., было три поколения спутников, в том числе GMS, MTSAT, и Химавари-8/9. Спутники Химавари-8 и Химавари-9 доступны в настоящее время[когда?] для оперативного использования.

## Статус спутников Химавари
| Имя                   | Дата запуска (UTC)   | Списан             | Ракета      | Космодром     | Результат |
| --------------------- | -------------------- | ------------------ | ----------- | ------------- | --------- |
| GMS-1 (Химавари-1)    | 14 июля 1977 года    | Июнь 1989 года     | Дельта-2914 | Мыс Канаверал | Успех     |
| GMS-2 (Химавари-2)    | 11 августа 1981 года | Ноябрь 1987 года   | N-II (N8F)  | Танэгасима    | Успех     |
| GMS-3 (Химавари-3)    | 3 августа 1984 года  | Июнь 1995 года     | N-II (N13F) | Танэгасима    | Успех     |
| GMS-4 (Химавари-4)    | 6 сентября 1989 года | Февраль 2000 года  | H-I (H20F)  | Танэгасима    | Успех     |
| GMS-5 (Химавари-5)    | 18 марта 1995 года   | Июль 2005 года     | Н-II (F3)   | Танэгасима    | Успех     |
| MTSAT-1 (Мирай-1)     | 15 ноября 1999 года  | Неудачный запуск   | Н-II (F8)   | Танэгасима    | Неудача   |
| MTSAT-1R (Химавари-6) | 26 февраля 2005 года | 4 декабря 2015     | Н-ІІА (F7)  | Танэгасима    | Успех     |
| MTSAT-2 (Химавари-7)  | 18 февраля 2006 года | 10 марта 2017 года | Н-ІІА (F9)  | Танэгасима    | Успех     |
| Химавари-8            | 7 октября 2014 года  | В режиме ожидания  | Н-ІІА (F25) | Танэгасима    | Успех     |
| Химавари-9            | 2 ноября 2016        | Действующий        | H-IIA (F31) | Танэгасима    | Успех     |

## Внешние ссылки
- Спутниковые снимки с метеорологического агентства Японии.
- Метеорологический Спутник Центр СОУ